# 尹美亜
尹 美亜（ゆん みあ、1975年 - ）は、日本で活動する韓国国籍の映画監督。在日韓国人3世。

## 経歴
長野県佐久市生まれ。長野県野沢北高等学校、津田塾大学学芸学部国際関係学科卒業。デザインの勉強や広報関係の仕事を経て映画界へ入る。2010年から株式会社平成プロジェクトに参加している。

## 参加作品

### 映画
- 『李藝 最初の朝鮮通信使』
- 『シネマの天使』（プロデューサー）
- 『サンマとカタール 女川つながるひとびと』（制作プロデューサー）
- 『一陽来復 Life Goes On』（監督）
- 『こいのわ 婚活クルージング』（プロデューサー）

### 書籍
- 尹美亜 訳『女のコが本当に感じるセックス』ベストセラーズ、2012年。ISBN 978-4584134382。　(翻訳）